# Wschodnia grań Świnicy

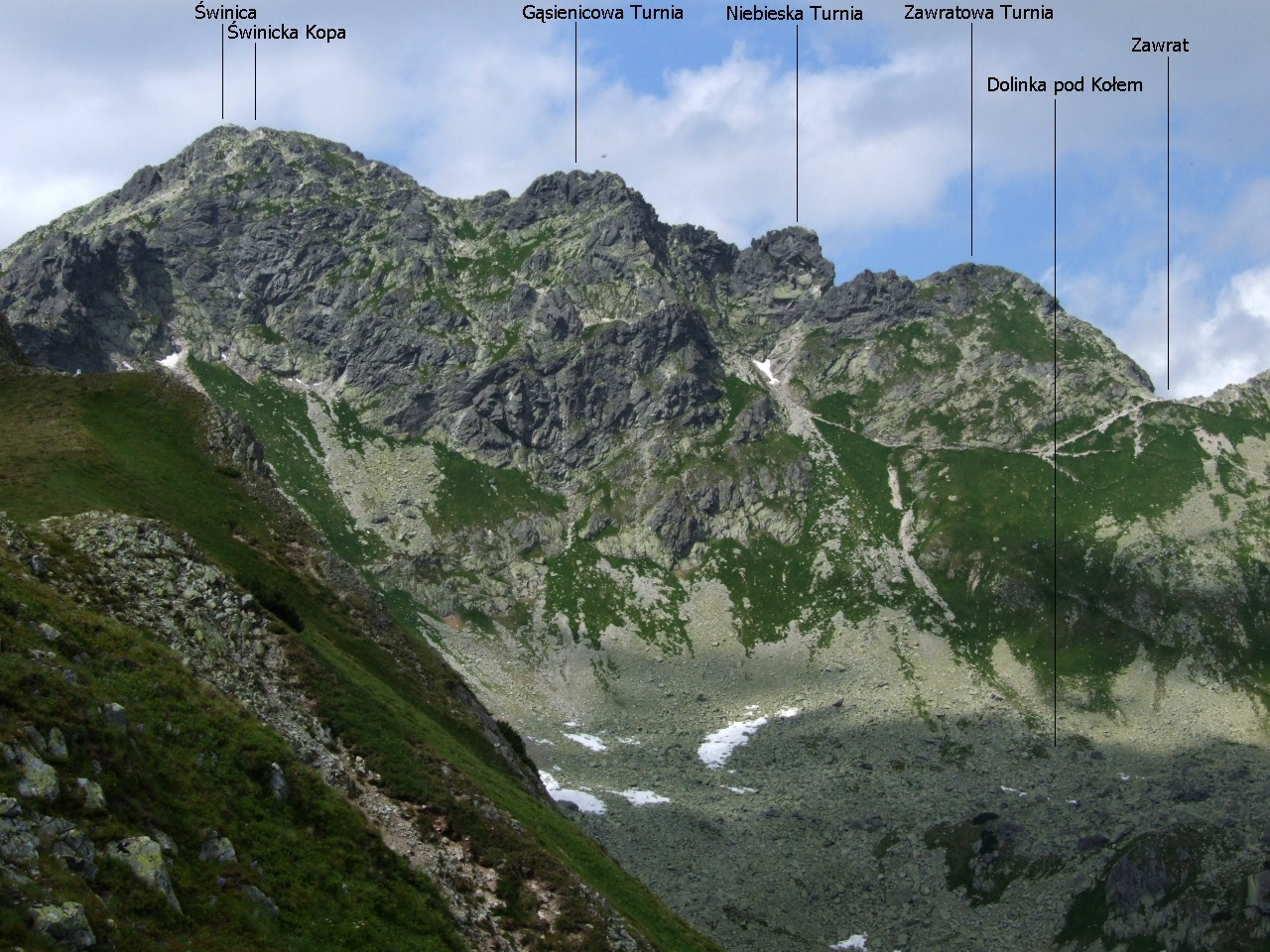
Początkowy odcinek grani ze Świnicą po lewej stronie

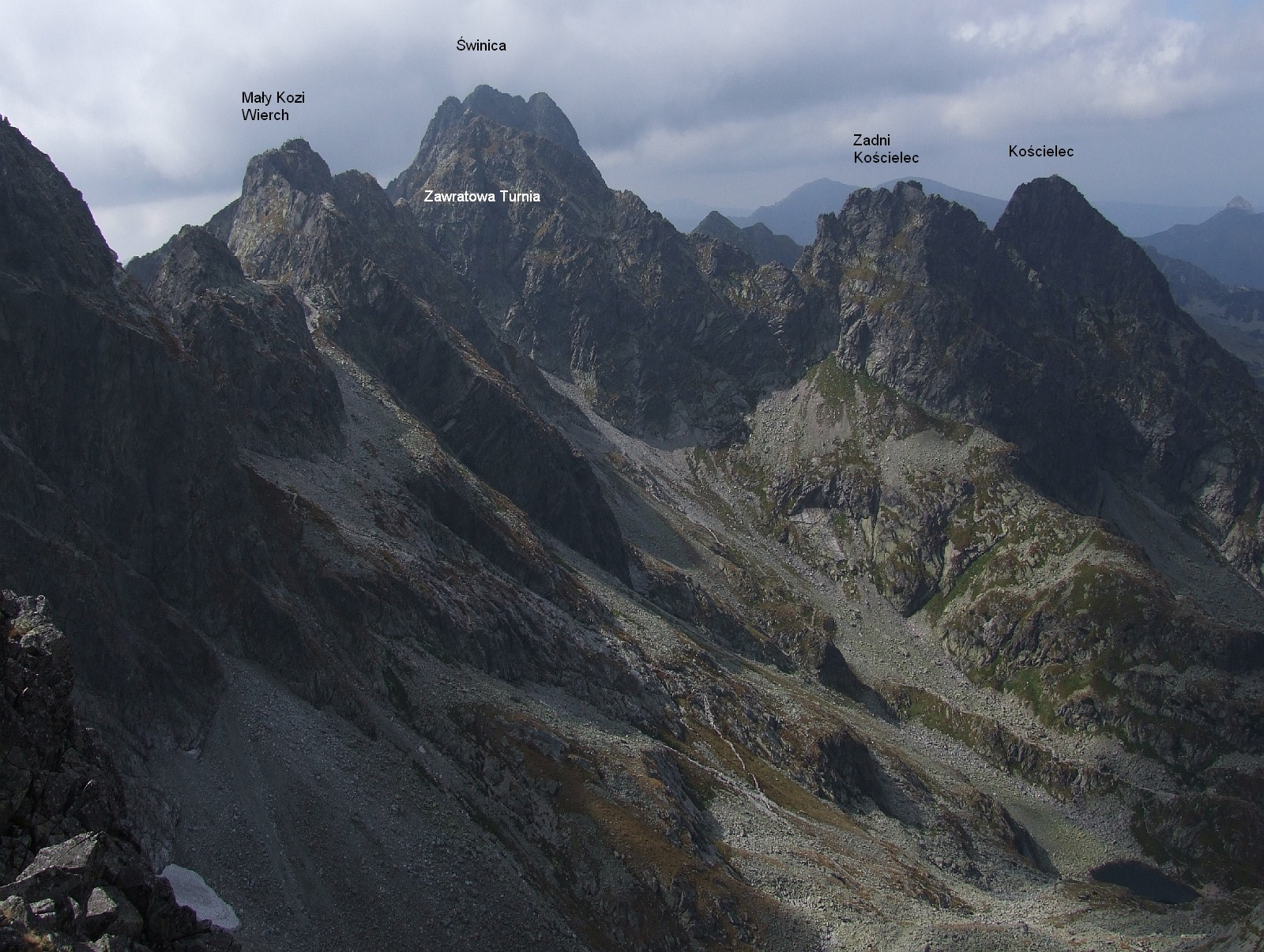
Fragment grani ze Świnicą i Małym Kozim Wierchem po lewej stronie zdjęcia

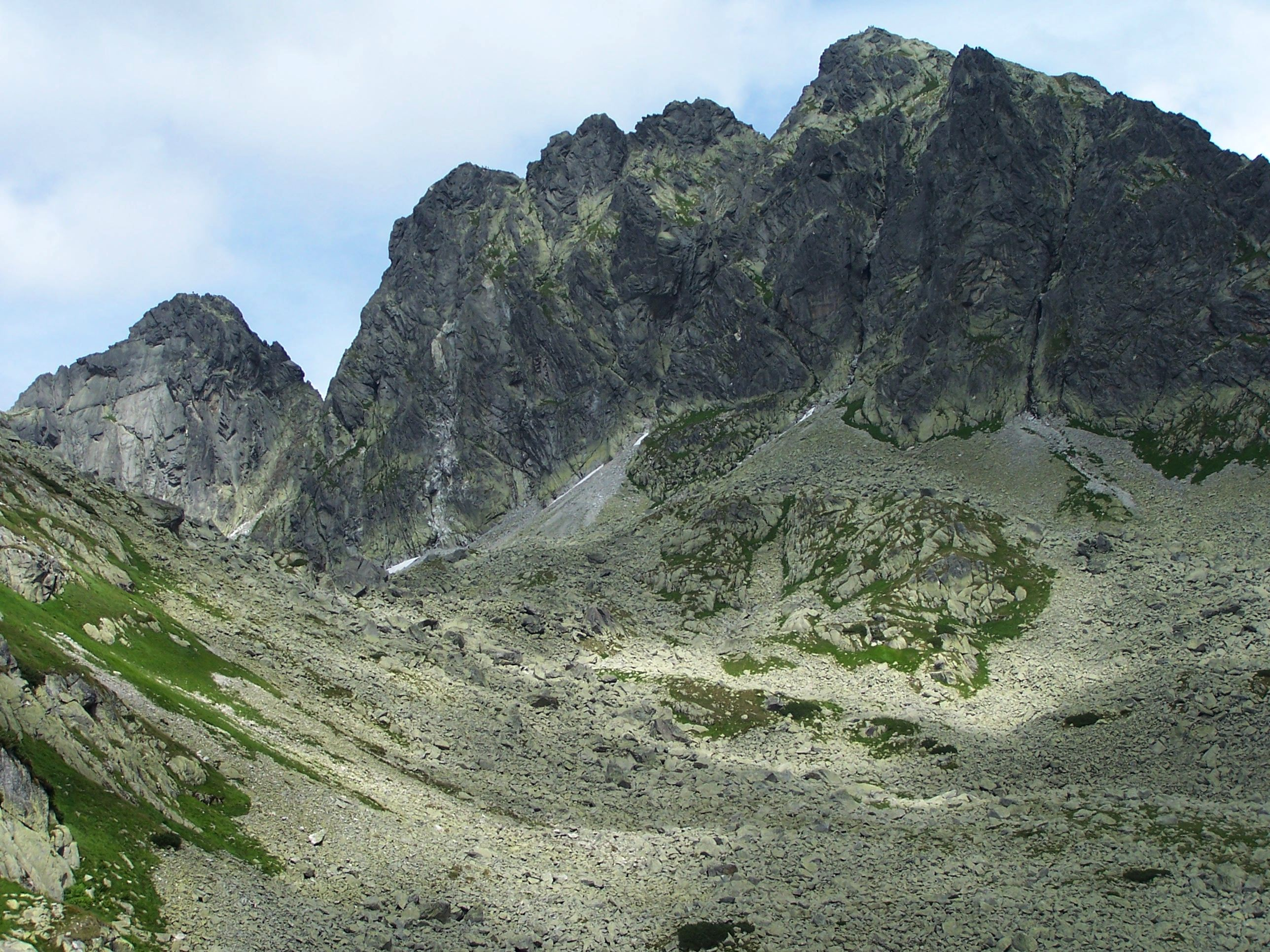
Odcinek od Zamarłej Turni do Koziego Wierchu

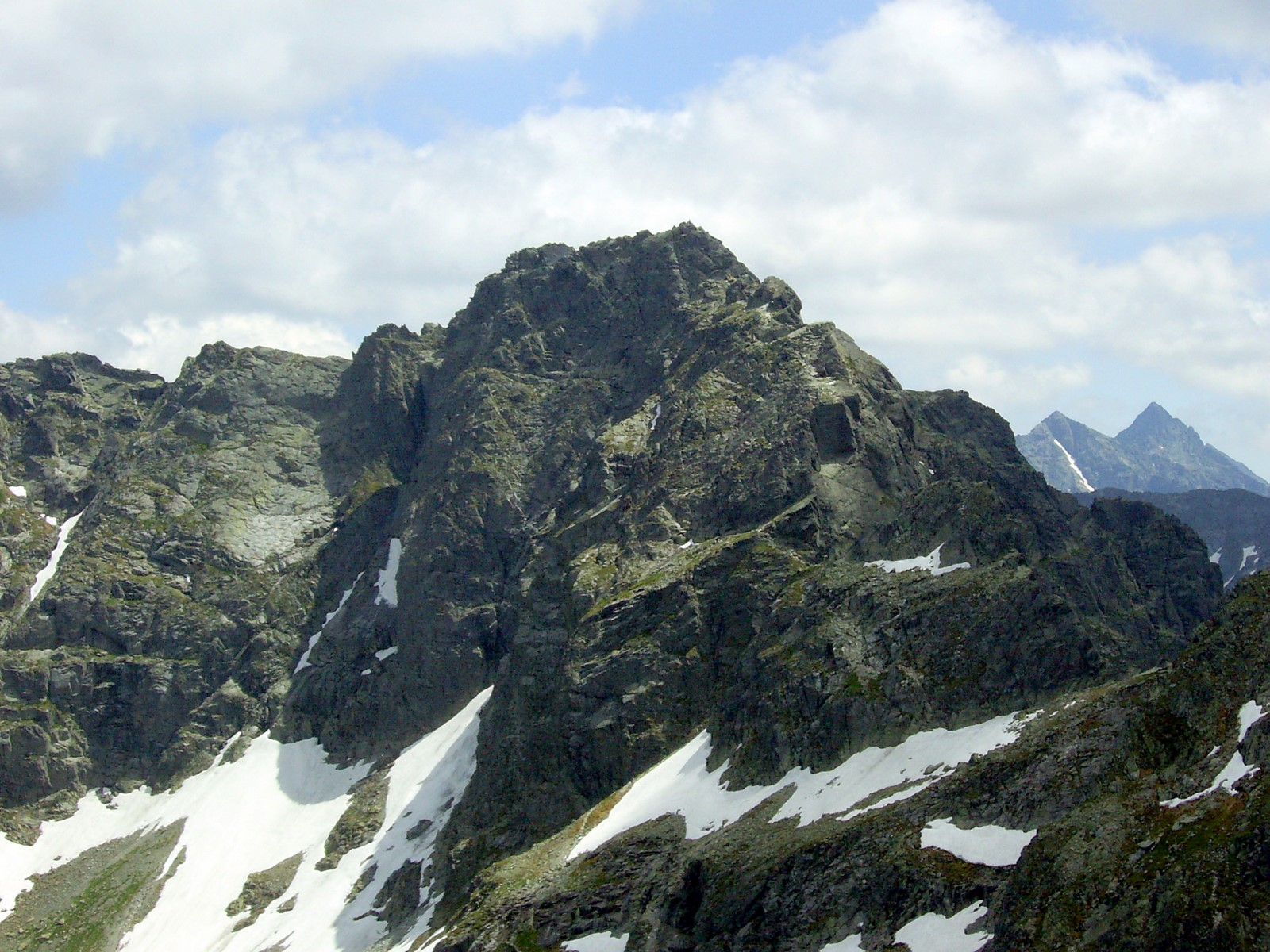
Masyw Koziego Wierchu widziany z wierzchołka Kościelca

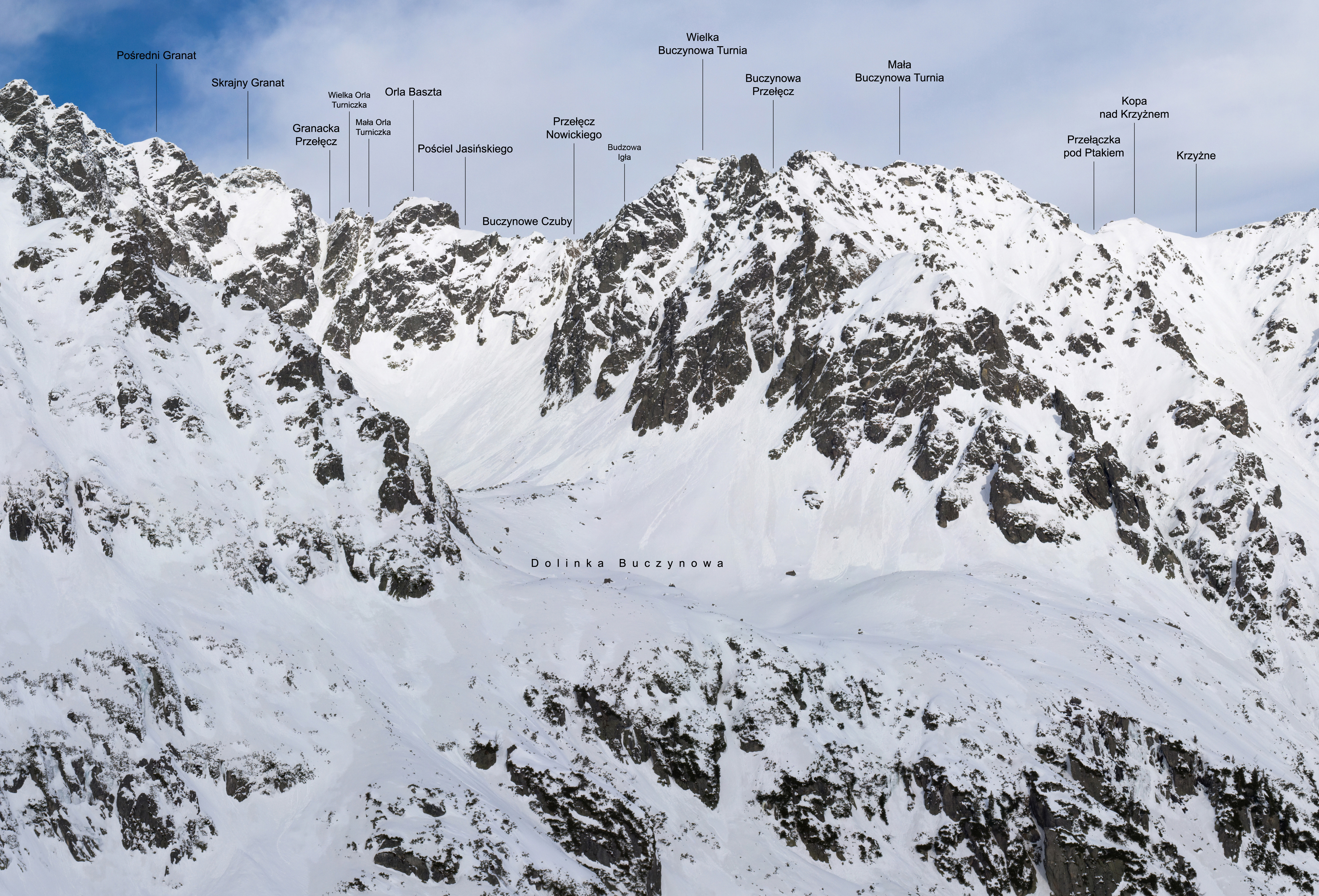
Buczynowe Turnie – widok z Wyżniej Kopy w Dolinie Pięciu Stawów Polskich

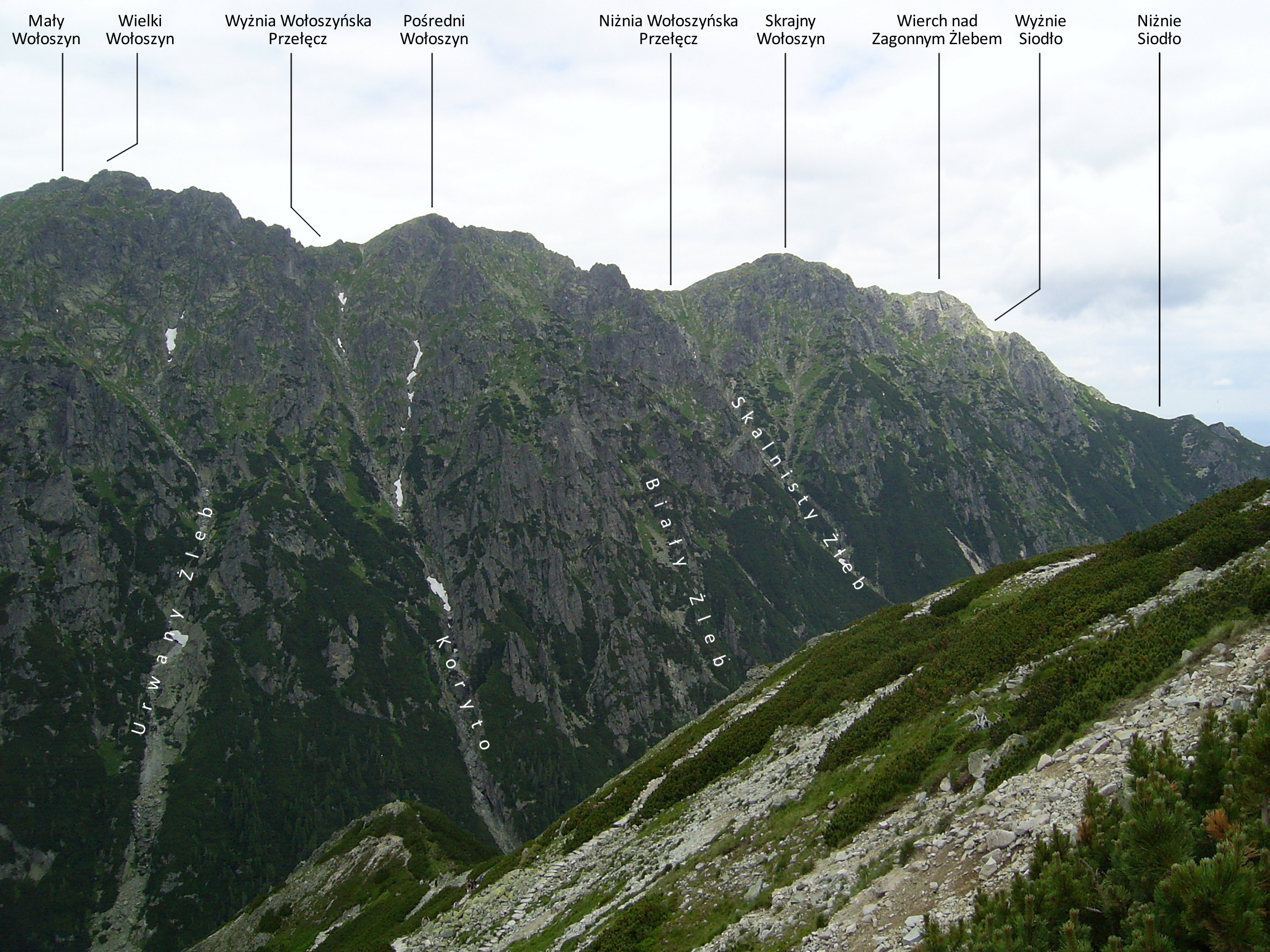
Masyw Wołoszyna ze Świstowej Czuby: Wielki Wołoszyn, Pośredni Wołoszyn, Skrajny Wołoszyn, Wierch nad Zagonnym Żlebem

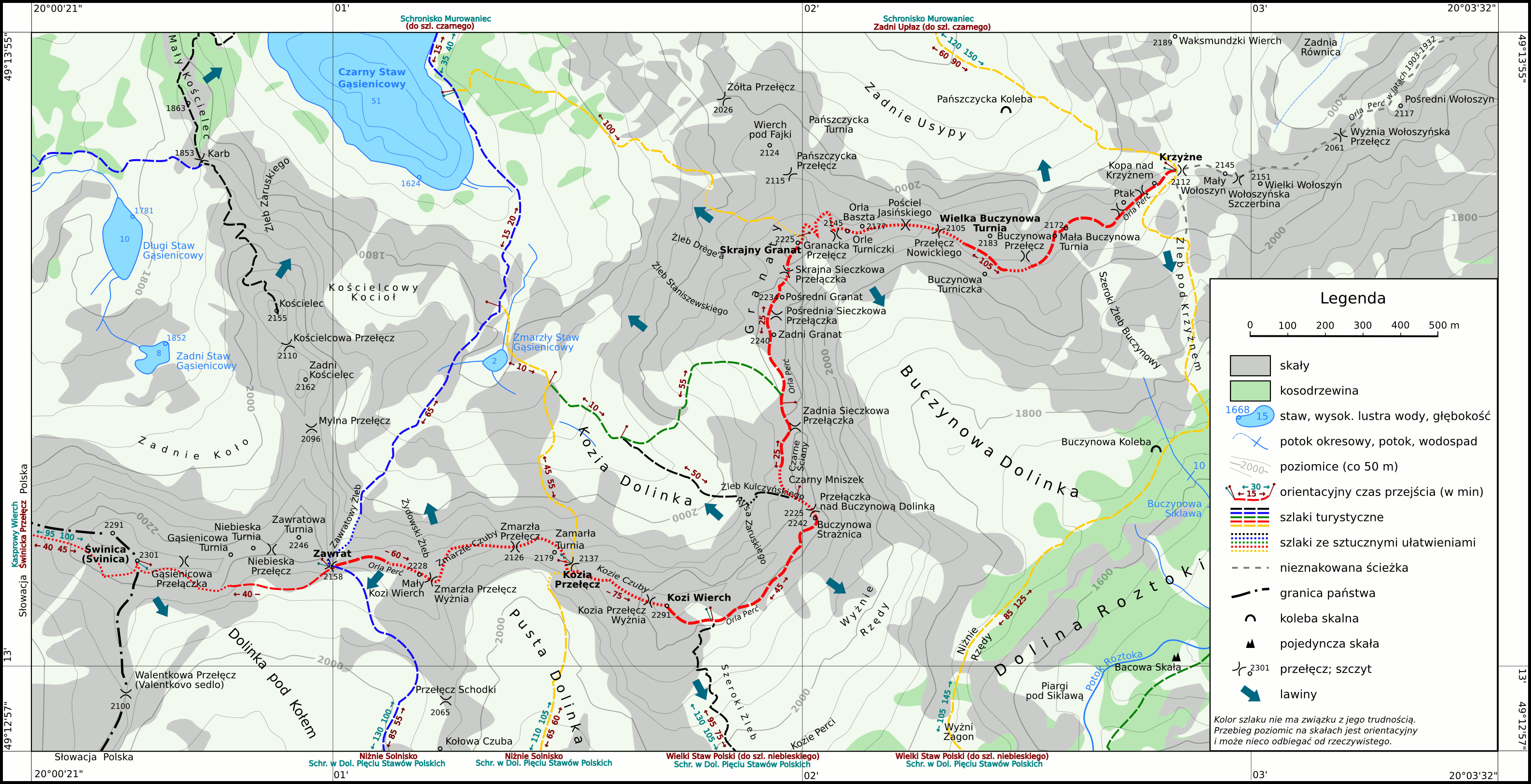
Mapa odcinka grani od Świnicy po Krzyżne

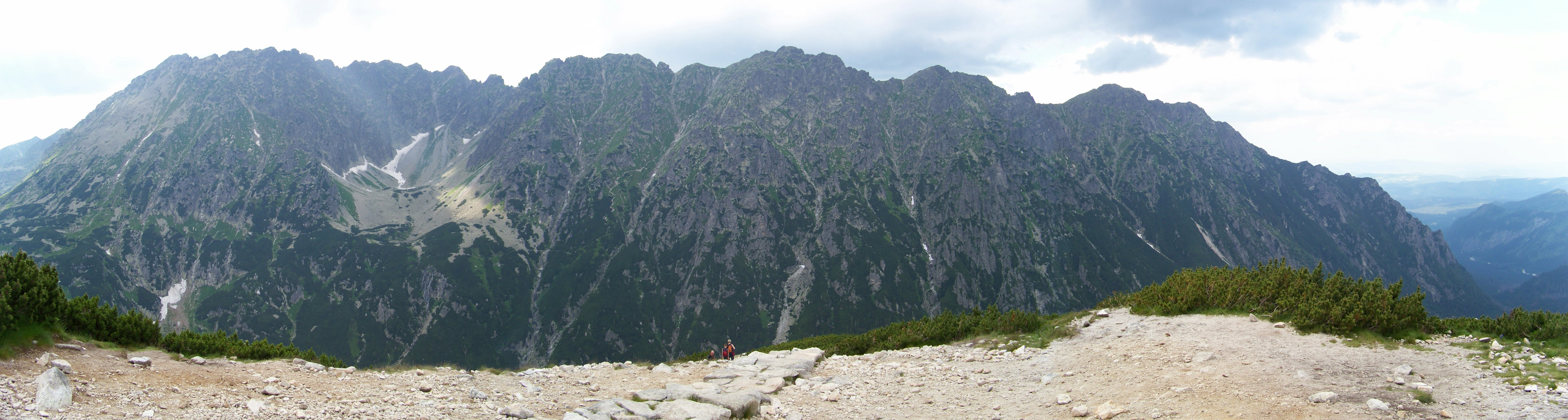
Panorama Granatów, Buczynowych Turni i Wołoszyna z okolic Świstowej Czuby

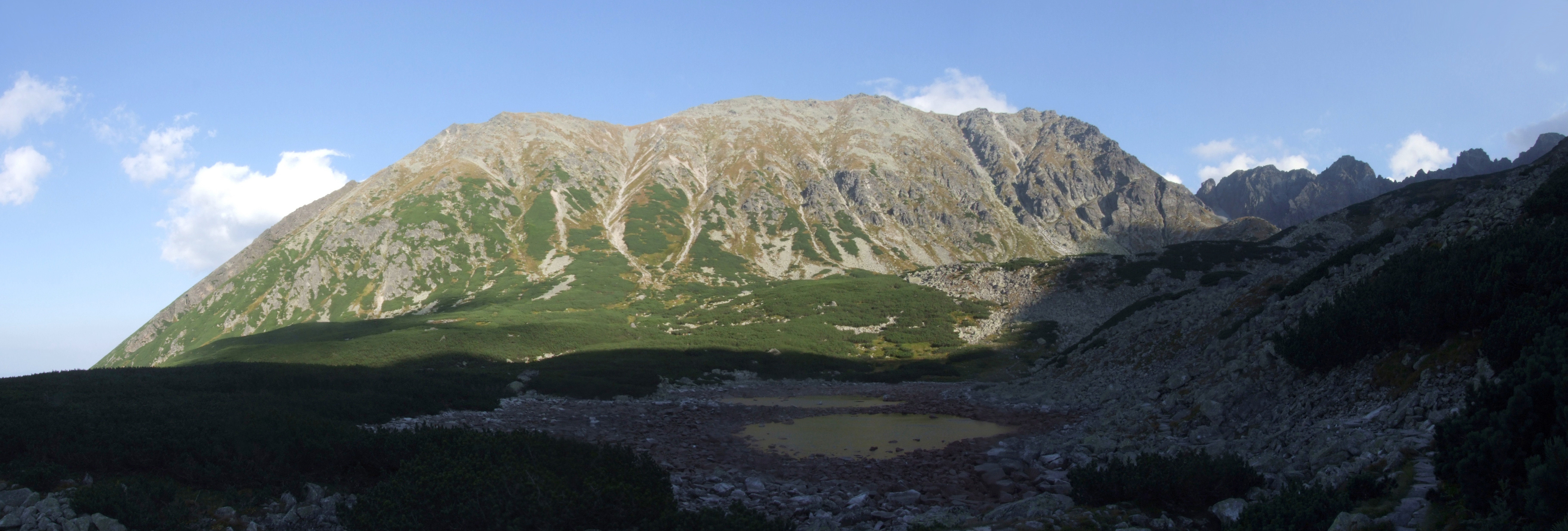
Koszysta i Buczynowe Turnie z doliny Pańszczycy

Wschodnia grań Świnicy – boczna grań odchodząca w południowo-wschodnim, głównym wierzchołku Świnicy od grani głównej Tatr Wysokich na wschód.

## Topografia
Jest to długi boczny grzbiet, oddzielający od siebie m.in. systemy dolin walnych: Doliny Suchej Wody Gąsienicowej i Doliny Białki. Na północ od grani rozlegają się Dolina Gąsienicowa i dolina Pańszczyca, natomiast od południa podchodzą pod nią Dolina Pięciu Stawów Polskich oraz Dolina Roztoki. Nieco powyżej przełęczy Krzyżne grań rozgałęzia się na grzbiety Wołoszyna i Koszystej, pomiędzy które wcina się Dolina Waksmundzka. Wzdłuż odcinka grani biegnie Orla Perć – jedyny tak długi szlak graniowy w Tatrach Wysokich, prowadzący z przełęczy Zawrat na Krzyżne i łączący ze sobą m.in. Kozi Wierch, Granaty i Buczynowe Turnie.

### Świnica – Kozi Wierch
W kolejności od zachodu na wschód w grani tej znajdują się:
- Świnicka Szczerbina Wyżnia,
- Świnicka Kopa,
- Gąsienicowa Przełączka (ok. 2265 m),
- Gąsienicowa Turnia (2280 m),
- Niebieska Przełączka Wyżnia,
- Niebieska Turnia (2262 m),
- Niebieska Przełęcz (ok. 2225 m),
- Zawratowa Turnia (2245 m) – zwornik dla odbijającej na północ Grani Kościelców, która rozdziela Dolinę Gąsienicową na dwie części: Dolinę Zieloną Gąsienicową i Dolinę Czarną Gąsienicową[1][2].

Od wierzchołka Zawratowej Turni grań opada na Zawrat. W punkcie tym czerwony szlak, prowadzący do tej pory południowymi stokami, zaczyna wieść szczytem grani. Jest to początek Orlej Perci, na odcinku od Zawratu do Koziego Wierchu jednokierunkowej. W grani wyodrębniają się kolejne obiekty:
- Zawrat (2159 m),
- Mały Kozi Wierch (2226 m) – zwornik dla krótkiej grani odbijającej na południe i oddzielającej Dolinkę pod Kołem od Dolinki Pustej:
  - Schodki (ok. 2065 m),
  - Kołowa Czuba (2105 m),
- Zmarzła Przełączka Wyżnia,
- Zmarzłe Czuby,
- Zmarzła Przełęcz (2126 m),
- Zamarła Turnia (2179 m),
- Kozia Przełęcz (2137 m),
- Kozie Czuby (2266 m),
- Kozia Przełęcz Wyżnia (ok. 2240 m),
- Kozi Wierch (2291 m)[2][5].

### Kozi Wierch – Skrajny Granat
Od wierzchołka Koziego Wierchu grań zaczyna się łagodnie załamywać i po chwili prowadzi już w kierunku północnym. Na odcinku tym oddziela od siebie Dolinkę Kozią i Dolinkę Buczynową. Znajdują się tutaj:
- Kozi Mur,
- Buczynowa Strażnica (2242 m),
- Przełączka nad Dolinką Buczynową (2225 m),
- Czarne Ściany (2242 m),
- Zadnia Sieczkowa Przełączka (2194 m),
- Zadnia Sieczkowa Turnia (2222 m),
- Wyżnie Sieczkowe Siodełko (2217 m),
- Skrajna Sieczkowa Turnia (2226 m) – zwornik dla bardzo krótkiej wschodniej grani zakończonej urwiskiem nad Dolinką Buczynową:
  - Niżnie Sieczkowe Siodełko (2199 m),
  - Pośrednia Sieczkowa Turnia (2205 m),
- Sieczkowa Szczerba (2215 m),
- Zadni Granat (2240 m),
- Pośrednia Sieczkowa Przełączka (2218 m),
- Pośredni Granat (2234 m),
- Skrajna Sieczkowa Przełączka (2197 m),
- Skrajny Granat (2225 m)[3][5][6][7].

### Skrajny Granat – Krzyżne
W Skrajnym Granacie grań po raz kolejny załamuje się o 90 stopni, skręcając ponownie ku wschodowi i oddzielając Dolinkę Buczynową i Dolinę Roztoki na południu od doliny Pańszczycy na północy. Na północ odgałęzia się w tym miejscu północna grań Skrajnego Granatu, zakończona masywem Żółtej Turni. Dalszy przebieg omawianej grani, nazywanej na tym odcinku Buczynową Granią lub Granią Buczynowych Turni, jest zaś następujący:
- Granacka Przełęcz (ok. 2145 m),
- Wielka Orla Turniczka (2162 m),
- Orla Przełączka Wyżnia (ok. 2155 m),
- Mała Orla Turniczka (ok. 2158 m),
- Orla Przełączka Niżnia (ok. 2150 m),
- Orla Baszta (2175 m),
- Pościel Jasińskiego (ok. 2125 m),
- Buczynowe Czuby (ok. 2125 m),
- Buczynowy Karb (ok. 2115 m),
- Przełęcz Nowickiego (ok. 2105 m),
- Budzowa Igła (ok. 2130 m),
- Budzowa Przełączka,
- Wielka Buczynowa Turnia (2184 m),
- Buczynowa Przełęcz (2127 m),
- Mała Buczynowa Turnia (2172 m),
- Wyżnia Przełączka pod Ptakiem[6] (Mała Buczynowa Przełączka, ok. 2125 m),
- Ptak (ok. 2135 m),
- Przełączka pod Ptakiem (ok. 2105 m),
- Kopa nad Krzyżnem (ok. 2135 m),
- Krzyżne (2112 m)[8].

### Koszysta i Wołoszyn
Nieco powyżej Krzyżnego grań rozwidla się na dwie odnogi, biegnące mniej więcej równolegle na północny wschód i obejmujące Dolinę Waksmundzką. Północną z nich jest masyw Koszystej, którego grzbiet początkowo wiedzie prosto na północ, by później skręcić ku północnemu wschodowi. Znajdują się w nim trzy kulminacje:
- Waksmundzki Wierch (2186 m),
- Wielka Koszysta (2193 m),
- Mała Koszysta (2014 m).

Z Małej Koszystej grań łagodnie zbiega w kierunku Waksmundzkiej Przełęczy, która oddziela masyw od grupy Gęsiej Szyi.
Drugą odnogą powstającą powyżej Krzyżnego jest grzbiet Wołoszyna, bardziej urozmaicony pod względem topograficznym. Wznoszą się w nim:
- Mały Wołoszyn (2144 m),
- Wołoszyńska Szczerbina (2141 m),
- Wielki Wołoszyn (2151 m),
- Wyżnia Wołoszyńska Przełęcz (2061 m),
- Pośredni Wołoszyn (2117 m),
- Niżnia Wołoszyńska Przełęcz (2036 m),
- Skrajny Wołoszyn (2092 m),
- Wierch nad Zagonnym Żlebem (2037 m) – zwornik dla Turni nad Szczotami (1741 m),
- Karbik (1989 m),
- Turnia nad Dziadem (1901 m).

Od Turni nad Dziadem grzbiet stopniowo obniża się i kończy w okolicy Polany pod Wołoszynem.